# Frontière entre l'Iran et le Turkménistan
La frontière entre l'Iran et le Turkménistan, longue de 992 kilomètres, sépare le Turkménistan au nord de l'Iran au sud, courant de la mer Caspienne à l'ouest jusqu'au tripoint avec l'Afghanistan. Elle passe par la chaîne montagneuse du Kopet-Dag. Achgabat, la capitale du Turkménistan, se trouve seulement 24 km au nord de celle-ci et Machhad, seconde plus grande ville d'Iran, à 75 km au sud. Mais à part le côté turkmène autour d'Achgabat, la région frontalière est largement inhabitée.